# 青龙山农场
青龙山农场是一个位于中华人民共和国黑龙江省佳木斯市同江市的农场，亦是黑龙江省农垦总局建三江管理局所属农场。
青龙山农场位于三江平原腹地、街津山（又名大青龙山）南麓，总面积90万亩、其中耕地55万亩，人口11304人。

## 行政区划
青龙山农场下辖以下单位：
青龙山场直社区、青龙山农场第一管理区、青龙山农场第二管理区、青龙山农场第三管理区、青龙山农场第四管理区和青龙山农场第五管理区。